# يونس السامرائي
يونس الشيخ إبراهيم السامرائي (1353- 1411هـ / 1934- 1990م) هو أديب مؤرخ موسوعي، من أهل العراق.
درس الجامعة في بغداد ثم حصل على شهادة البكالريوس من جامعة بغداد. كان عضوا في الأردن، وفي المجمع الهندي.
له عشرا المؤلفات منها: «الشيخ عبد القادر الجيلاني» و «السيد احمد الرفاعي» و «إبراهيم الدسوقي» و «السيد البدوي» و «العشائر العراقية» و «أدب الدراويش» و «حقائق عن ال البيت والصحابة».
ولأحمد العلاونة كتاب «يونس السامرائي المؤرخ الفذ» .